# Leibnizserie
En Leibnizserie är en serie med egenskapen att elementen har omväxlande positivt och negativt tecken, är avtagande och konvergerar mot noll.

## Formell definition
En serie {\displaystyle \sum _{k=0}^{n}a_{k}} säges vara en Leibnizserie om följande villkor är uppfyllda:
Följden {\displaystyle a_{n}} växlar tecken:
{\displaystyle a_{n}=(-1)^{n}|a_{n}|~~\forall n\geq 0} eller {\displaystyle a_{n}=(-1)^{n+1}|a_{n}|~~\forall n\geq 0}
Följden är minskande:
{\displaystyle |a_{n+1}|\leq |a_{n}|~~\forall n\geq 0}
Följden går mot noll:
{\displaystyle \lim _{n\rightarrow \infty }a_{n}=0}

## Egenskaper
Om summan av en följd {\displaystyle a_{n}} uppfyller kraven ovan så konvergerar
{\displaystyle \sum _{n=0}^{\infty }a_{n}.}
Detta uttrycks ibland som Leibniz kriterium; om en serie uppfyller kraven för en Leibnizserie så konvergerar den.
Stoleken på delsummorna i en Leibnizserie kan uppskattas med:
{\displaystyle \left|\sum _{k=0}^{\infty }a_{k}-\sum _{k=0}^{n}a_{k}\right|\leq |a_{n+1}|}.

## Tillämpningar
Leibniz kriterium används för att påvisa konvergens för serier med växlande tecken, något som ofta även kan göras genom att visa serien är absolutkonvergent, dock finns vissa serier som är betingat konvergenta där Leibniz kriterium visar att serierna är konvergenta. Exempelvis serien
{\displaystyle \sum _{k=1}^{\infty }{\frac {(-1)^{k}}{k}}}
är inte absolutkonvergent, då serien
{\displaystyle \sum _{k=1}^{\infty }{\frac {1}{k}}}
är divergent. Leibniz kriterium ger dock att den första serien konvergerar, då 
{\displaystyle a_{n}={\frac {(-1)^{n}}{n}}}
uppfyller alla krav för att serien ska vara en Leibnizserie.